# اوقی اوقی
اوقی اوقی (به اسپانیایی: Uqi Uqi) یک کوه در کشور پرو است که در Peru, Lima Region واقع شده‌است. اوقی اوقی ۵٬۰۰۰ متر بالاتر از سطح دریا واقع شده‌است.